# 飯田市立追手町小学校
飯田市立追手町小学校（いいだしりつ おうてまちしょうがっこう）は、長野県飯田市にある公立の小学校。

## 沿革

### 年表
- 1872年（明治5年） - 飯田追手町の旧飯田藩文武所を改造し、筑摩県管内第三十番小学校開校
- 1892年（明治25年） - 下伊那高等小学校廃止となり、高等科を併置し飯田尋常高等小学校と改称
- 1901年（明治34年） - 校内に飯田文庫（現・飯田市立中央図書館）を併設[1]
- 1908年（明治41年） - 飯田尋常小学校浜井場部、大久保部開校
- 1929年（昭和4年） - 現在の校舎に新築落成
- 1941年（昭和16年） - 飯田国民学校と改称、浜井場国民学校、大久保国民学校独立
- 1947年（昭和22年） - 飯田市立追手町小学校と改称
- 1958年（昭和33年） - 大久保小学校を統合

## 文化財
校内施設2件が2005年12月26日、それぞれ下記の名称で国の登録有形文化財に登録されている。
- 飯田市立追手町小学校校舎[2]

- 飯田市立追手町小学校講堂[3]

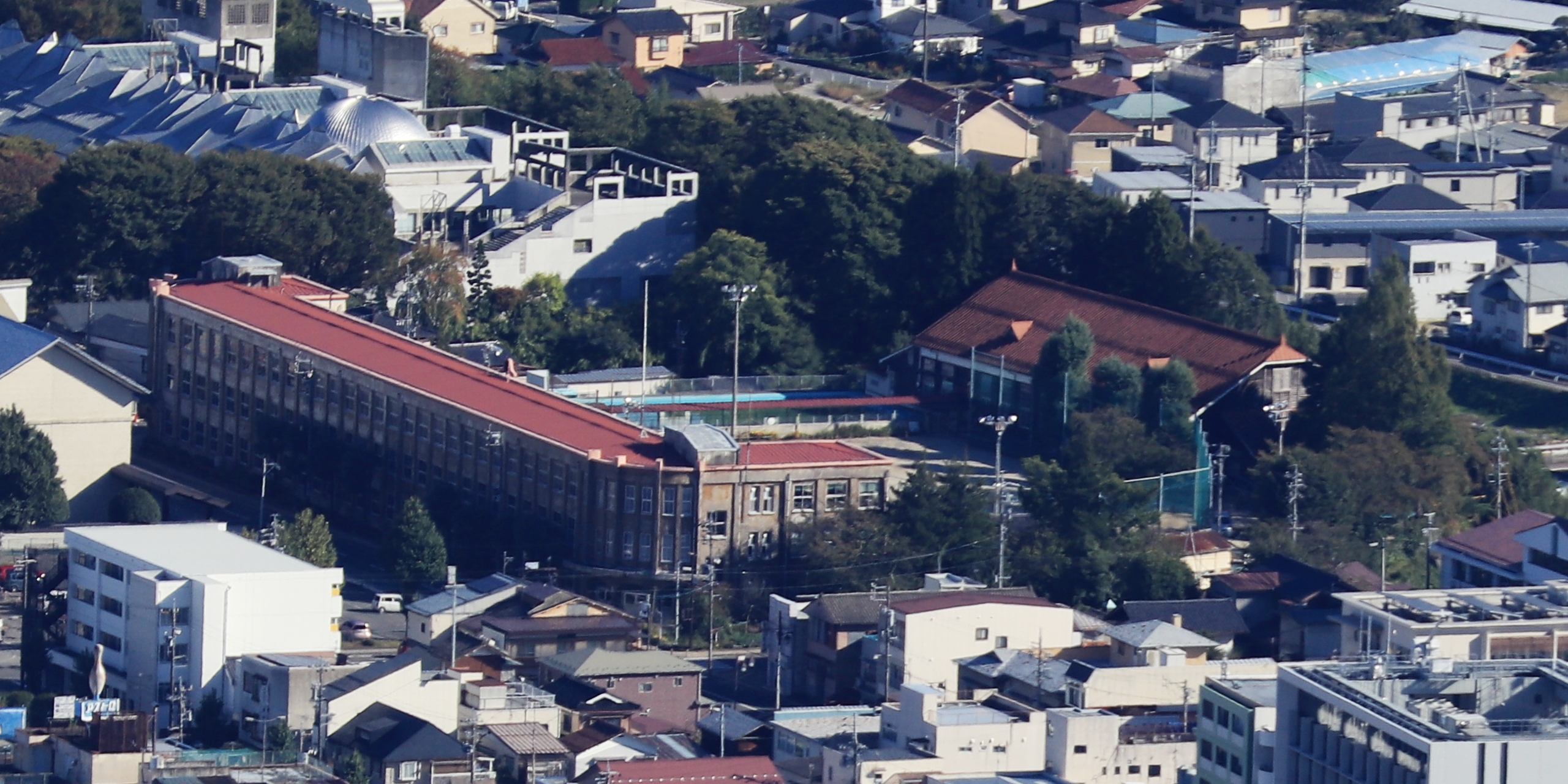
飯田市立追手町小学校校舎（左）と飯田市立追手町小学校講堂（右）

## 校歌
追手町小学校校歌は、1886年（明治19年）から1926年（大正15年）まで長野尋常師範学校教諭であった浅井洌によって作詞され、武蔵野音楽学校（現武蔵野音楽大学）初代校長の福井直秋が作曲され、1907年（明治40年）7月30日に制定された。
校歌の制定当時、飯田市は本校を追手町小学校、その部校を浜井場小学校、大久保小学校としていたため、追手町小学校と浜井場小学校は同じ校歌が制定された。

## さかんな活動

### 合唱
戦後、合唱クラブの活動が活発となり、1953年（昭和28年）唱歌ラジオコンクールの南信代表にはじまり、1961年（昭和31年）には同コンクール小学校の部で全国1位となる。以後、1962年（昭和37年）、1964年（昭和39年）に全日本学生音楽コンクール（合唱部門）で全国1位に輝いている。